# 北信地方
北信地方（日语：／ Hokushin chihō */?）是指日本長野縣的北部地區，中心城市是長野市。

## 概要
北信地方又稱北信州（きたしんしゅう）、北信濃（きたしなの），或是長野盆地的俗稱善光寺平（ぜんこうじだいら）。也以長野市所屬的上水內郡稱作水內地方（みのちちほう）。
全域屬於長野縣公立高校第1學區。
全境相當於明治初期以前的水內郡、高井郡、更級郡、埴科郡四郡。從位置與氣候上與北安曇郡（大町市與白馬村等北阿爾卑斯地域）同屬「長野縣北部」。另外，也與縣內同樣位於上信越自動車道沿線的東信合稱東北信。
相對於長野縣內多半屬於內陸性氣候，北信地方偏向日本海側氣候。榮村等奧信濃地區是日本著名的豪雪地帶（部分區域更屬特別豪雪地帶），與新潟縣上越地方及中越地方（十日町市、津南町）往來密切。
冬季除了滑雪場，境內也有多座溫泉，是太平洋側東京灣沿岸前往日本海側的第一個日本海側觀光區。
1998年長野冬奧除了位於輕井澤和白馬村的設施外，其他會場設施都位於北信地方。

## 自然地理

### 氣候
豪雪地帶屬於日本海側氣候，其他地區屬於中央高地式氣候。滑雪場密集
長野市在日本全國都道府縣廳所在地中，年雨量較少，因此當地利用乾燥氣候，在善光寺平與周邊地區發展蘋果栽培。蕎麥則是該地另一種主要作物，長野郊外的戶隱、千曲市的更科是蕎麥著名產地。
由於也屬於千曲川下游流域，千曲川沿岸區域地勢較低，部分地區標高在400公尺以下。

### 地形
- 山：飯繩山、戶隱山（日语：戸隠山）、姨捨山（日语：姨捨山）、聖山（日语：聖山 (長野県)）
- 川：千曲川（信濃川）
- 湖：野尻湖（日语：野尻湖）、聖湖（日语：聖湖）
- 溫泉：戶倉上山田溫泉（日语：戸倉上山田温泉）、湯田中澀溫泉鄉（日语：湯田中渋温泉郷）、野澤溫泉（日语：野沢温泉）
- 高原：志賀高原（日语：志賀高原）、飯綱高原（日语：飯綱高原）、戶隱高原、聖高原（日语：聖高原）（聖山高原）
- 盆地：長野盆地（日语：長野盆地）、飯山盆地

## 地域

### 各區域特色
大致上可分為長野地域與北信地域兩區域。氣象區分上則與北阿爾卑斯地域同屬「長野縣北部」。
- 長野地域（日语：長野地域）

長野市為中心的區域。蘋果栽培興盛。另有以栗聞名的小布施、日本第一的杏之里、善光寺、滑雪勝地志賀高原、戶倉上山田溫泉等。
- 北信地域（日语：北信地域）

國道117號、飯山線沿線。中心都市為飯山市。平均標高是縣內最低。縣內最大的豪雪地帶榮村有獨特的田地整備事業。

### 都市雇用圈（10% 通勤圈）變遷
依據2010年國勢調査，以長野市為中心都市的4市4町3村已形成都市雇用圈，2015年人口達589,549人。
- 非都市雇用圈的自治體以灰色或「-」表示。

| 自治體 ('80) | 1980年                 | 1990年                 | 2000年                 | 2005年                 | 2010年                 | 2015年                 | 自治體 （現在） | 地域 |
| ------------ | ---------------------- | ---------------------- | ---------------------- | ---------------------- | ---------------------- | ---------------------- | --------------- | ---- |
| 榮村         | -                      | -                      | -                      | -                      | -                      | -                      | 栄村            | 北信 |
| 野澤溫泉村   | -                      | -                      | -                      | -                      | -                      | -                      | 野澤溫泉村      | 北信 |
| 飯山市       | -                      | -                      | -                      | -                      | -                      | -                      | 飯山市          | 北信 |
| 木島平村     | -                      | -                      | -                      | -                      | 長野 都市圈 60萬2781人 | 長野 都市圈 58萬9549人 | 木島平村        | 北信 |
| 山之內町     | 中野 都市圈 5萬8282人  | 中野 都市圈 5萬8676人  | 長野 都市圈 60萬9811人 | 長野 都市圈 61萬0687人 | 長野 都市圈 60萬2781人 | 長野 都市圈 58萬9549人 | 山之內町        | 北信 |
| 中野市       | 中野 都市圈 5萬8282人  | 中野 都市圈 5萬8676人  | 長野 都市圈 60萬9811人 | 長野 都市圈 61萬0687人 | 長野 都市圈 60萬2781人 | 長野 都市圈 58萬9549人 | 中野市          | 北信 |
| 豐田村       | 長野 都市圈            | 長野 都市圈            | 長野 都市圈 60萬9811人 | 長野 都市圈 61萬0687人 | 長野 都市圈 60萬2781人 | 長野 都市圈 58萬9549人 | 中野市          | 北信 |
| 大岡村       | -                      | -                      | 長野 都市圈 60萬9811人 | 長野 都市圈 61萬0687人 | 長野 都市圈 60萬2781人 | 長野 都市圈 58萬9549人 | 長野市          | 長野 |
| 豐野町       | 長野 都市圈 51萬4136人 | 長野 都市圈 53萬6895人 | 長野 都市圈 60萬9811人 | 長野 都市圈 61萬0687人 | 長野 都市圈 60萬2781人 | 長野 都市圈 58萬9549人 | 長野市          | 長野 |
| 長野市       | 長野 都市圈 51萬4136人 | 長野 都市圈 53萬6895人 | 長野 都市圈 60萬9811人 | 長野 都市圈 61萬0687人 | 長野 都市圈 60萬2781人 | 長野 都市圈 58萬9549人 | 長野市          | 長野 |
| 戶隱村       | 長野 都市圈 51萬4136人 | 長野 都市圈 53萬6895人 | 長野 都市圈 60萬9811人 | 長野 都市圈 61萬0687人 | 長野 都市圈 60萬2781人 | 長野 都市圈 58萬9549人 | 長野市          | 長野 |
| 鬼無里村     | 長野 都市圈 51萬4136人 | 長野 都市圈 53萬6895人 | 長野 都市圈 60萬9811人 | 長野 都市圈 61萬0687人 | 長野 都市圈 60萬2781人 | 長野 都市圈 58萬9549人 | 長野市          | 長野 |
| 信州新町     | 長野 都市圈 51萬4136人 | 長野 都市圈 53萬6895人 | 長野 都市圈 60萬9811人 | 長野 都市圈 61萬0687人 | 長野 都市圈 60萬2781人 | 長野 都市圈 58萬9549人 | 長野市          | 長野 |
| 中條村       | 長野 都市圈 51萬4136人 | 長野 都市圈 53萬6895人 | 長野 都市圈 60萬9811人 | 長野 都市圈 61萬0687人 | 長野 都市圈 60萬2781人 | 長野 都市圈 58萬9549人 | 長野市          | 長野 |
| 須坂市       | 長野 都市圈 51萬4136人 | 長野 都市圈 53萬6895人 | 長野 都市圈 60萬9811人 | 長野 都市圈 61萬0687人 | 長野 都市圈 60萬2781人 | 長野 都市圈 58萬9549人 | 須坂市          | 長野 |
| 高山村       | 長野 都市圈 51萬4136人 | 長野 都市圈 53萬6895人 | 長野 都市圈 60萬9811人 | 長野 都市圈 61萬0687人 | 長野 都市圈 60萬2781人 | 長野 都市圈 58萬9549人 | 高山村          | 長野 |
| 小布施町     | 長野 都市圈 51萬4136人 | 長野 都市圈 53萬6895人 | 長野 都市圈 60萬9811人 | 長野 都市圈 61萬0687人 | 長野 都市圈 60萬2781人 | 長野 都市圈 58萬9549人 | 小布施町        | 長野 |
| 信濃町       | 長野 都市圈 51萬4136人 | 長野 都市圈 53萬6895人 | 長野 都市圈 60萬9811人 | 長野 都市圈 61萬0687人 | 長野 都市圈 60萬2781人 | 長野 都市圈 58萬9549人 | 信濃町          | 長野 |
| 牟禮村       | 長野 都市圈 51萬4136人 | 長野 都市圈 53萬6895人 | 長野 都市圈 60萬9811人 | 長野 都市圈 61萬0687人 | 長野 都市圈 60萬2781人 | 長野 都市圈 58萬9549人 | 飯綱町          | 長野 |
| 三水村       | 長野 都市圈 51萬4136人 | 長野 都市圈 53萬6895人 | 長野 都市圈 60萬9811人 | 長野 都市圈 61萬0687人 | 長野 都市圈 60萬2781人 | 長野 都市圈 58萬9549人 | 飯綱町          | 長野 |
| 小川村       | 長野 都市圈 51萬4136人 | 長野 都市圈 53萬6895人 | 長野 都市圈 60萬9811人 | 長野 都市圈 61萬0687人 | 長野 都市圈 60萬2781人 | 長野 都市圈 58萬9549人 | 小川村          | 長野 |
| 更埴市       | 長野 都市圈 51萬4136人 | 長野 都市圈 53萬6895人 | 長野 都市圈 60萬9811人 | 長野 都市圈 61萬0687人 | 長野 都市圈 60萬2781人 | 長野 都市圈 58萬9549人 | 千曲市          | 長野 |
| 戶倉町       | 長野 都市圈 51萬4136人 | 長野 都市圈 53萬6895人 | 長野 都市圈 60萬9811人 | 長野 都市圈 61萬0687人 | 長野 都市圈 60萬2781人 | 長野 都市圈 58萬9549人 | 千曲市          | 長野 |
| 上山田町     | -                      | -                      | -                      | 長野 都市圈 61萬0687人 | 長野 都市圈 60萬2781人 | 長野 都市圈 58萬9549人 | 千曲市          | 長野 |
| 坂城町       | 上田 都市圈            | 上田 都市圈            | 上田 都市圈            | 上田 都市圈            | 上田 都市圈            | 上田 都市圈            | 坂城町          | 長野 |

- 2003年9月1日 - 更埴市、上山田町、戶倉町合併成立千曲市。
- 2005年1月1日 - 豐野町、戶隱村、鬼無里村、大岡村併入長野市。
- 2005年4月1日 - 中野市與豐田村合併成立中野市。
- 2005年10月1日 - 牟禮村與三水村合併成立飯綱町。

### 都市圈（國土交通省）
國土交通省定義的都市圈如下（2000年）。
長野市都市圈
- 長野市
- 須坂市
- 更埴市
- 中野市
- 飯山市
- 上水內郡全域
- 上高井郡全域
- 埴科郡（戶倉町）
- 下高井郡（山之內町）
- 東筑摩郡（坂井村）

### 都市圈（民力）
朝日新聞社發行的「民力」所定義都市圈如下（2015年）。
長野市都市圈
- 長野市
- 上水內郡全域
- 小布施町（上高井郡）

須坂市都市圈
- 須坂市
- 高山村（上高井郡）

千曲市都市圈
- 千曲市

中野市都市圈
- 中野市
- 山之內町（下高井郡）

飯山市都市圈
- 飯山市
- 下水內郡全域
- 木島平村（下高井郡）
- 野澤溫泉村（下高井郡）

### 日夜間人口比
2015年國勢調査，本地的日夜間人口比超過100%，流入超過流出的自治體有長野市（103.6%）、飯山市（100.4%）、坂城町（105.2%）。

### 生活圈間流動
依據國土交通省「全國幹線旅客純流動調査」（第6回、2015年度）的生活圈間流動，長野出發的目的地排行如下。該調査不統計同都道府縣內的生活圈流動量。
※207地域生活圈 （页面存档备份，存于） 「長野」指北信地方全體。
※甲信越地方為白色，其他為「■」。
出發地：長野
| 順序 | 目的地     | 萬人/年 |
| 1    | 上越       | 160.6   |
| 2    | 東京23區   | 134.3   |
| 3    | 魚沼       | 55.8    |
| 4    | 前橋、高崎 | 54.8    |
| 5    | 多摩       | 50.8    |
| 6    | 澀川、吾妻 | 43.3    |
| 7    | 浦和       | 38.7    |
| 8    | 長岡       | 34.3    |
| 9    | 川越       | 33.0    |
| 10   | 新潟       | 32.1    |

## 交通

### 交通史
江戶時代屬於北国街道（北陸道）沿線。

### 鐵道
- 東日本旅客鐵道
  - 北陸新幹線
  - 信越本線
  - 飯山線
  - 篠之井線

- 信濃鐵道線
- 長野電鐵長野線

### 主要道路
高速道路
- 上信越自動車道
- 長野自動車道

一般國道
- 國道18號
- 國道19號

- 國道117號（日语：国道117号）
- 國道147號（日语：国道147号）
- 國道148號（日语：国道148号）

- 國道292號（日语：国道292号）
- 國道406號（日语：国道406号）

道之驛
- 道之驛信州新町（日语：道の駅信州新町）
- 道之驛長野市大岡特產中心（日语：道の駅長野市大岡特産センター）
- 道之驛信越榮（日语：道の駅信越さかえ）

- 道之驛中條（日语：道の駅中条）

- 道之驛故鄉豐田（日语：道の駅ふるさと豊田）
- 道之驛北信州山之內（日语：道の駅北信州やまのうち）
- 道之驛信濃（日语：道の駅しなの）
- 道之驛小川（日语：道の駅おがわ）

- 道之驛綠洲小布施（日语：道の駅オアシスおぶせ）
- 道之驛花之驛 千曲川（日语：道の駅花の駅 千曲川）

### 機場
松本機場（信州松本機場）（跨松本市與鹽尻市）是最近的機場，但只有往新千歲機場與福岡機場的國內班次（2007年）。
另外也可利用擁有國際線航班的富山機場（富山市）、新潟機場（新潟市）。

### 計程車
計程車營業區域
- 長野交通圈
  - 長野市A - 長野市（長野地區、大岡地區、戶隱地區、鬼無里地區）
  - 千曲市 - 同市域
  - 埴科郡 - 同郡域
- 北信濃交通圈
  - 長野市B- 長野市（豐野地區）
  - 上水內郡A - 信濃町、飯綱町　
  - 須坂市 - 同市域
  - 上高井郡 - 同郡域
- 奧信濃交通圈
  - 中野市 - 同市域
  - 飯山市 - 同市域
  - 下高井郡 - 同郡域
  - 下高井郡 - 同郡域

（未屬交通圈的區域）
- 長野市C - 長野市（信州新町地區、中條地區）
- 上水內郡B - 小川村